# Emanuele Paternò
Emanuele Paternò, 9º marchese di Sessa (Palermo, 12 dicembre 1847 – Palermo, 18 gennaio 1935), è stato un politico e chimico italiano.
Fu vicepresidente del Senato del Regno dal 1904 al 1919.
"Certamente massone" secondo Giordano Gamberini, nel 1889 fu regolarizzato Maestro nella Loggia "Ercta" di Palermo. Iniziato nel 1896, fu eletto consigliere delegato dal Supremo Consiglio massone del Rito scozzese antico ed accettato e, nel 1908, prese parte alla scissione del Grande Oriente d'Italia, che portò alla creazione della Serenissima Gran Loggia d'Italia.

## Biografia
Marchese di Sessa, era discendente da un'antica famiglia (i Paternò) di origine provenzale-catalana dell'XI secolo proveniente da Embrun, in Francia, e giunta in Sicilia al seguito dei re normanni. Il capostipite del ramo dei Sessa fu Giuseppe Asmundo Paternò, 1º Marchese di Sessa (1694-1772). Fu signore di Sciare.
Emanuele studiò chimica all'Università di Palermo dove fu allievo di Stanislao Cannizzaro. Nel 1871, a soli 24 anni, fu nominato docente di chimica presso l'Università degli studi di Torino. L'anno successivo subentrò a Cannizzaro all'Università di Palermo, della quale fu anche Magnifico rettore dal 1886 al 1890. Fu uno dei fondatori della Gazzetta Chimica Italiana nel 1871 . Nel 1883 divenne accademico dei Lincei.
A Palermo ricoprì alcune importanti cariche pubbliche: Sindaco di Palermo dal maggio 1890 al gennaio 1892 e presidente della Giunta provinciale di Palermo dal 1898 al 1914. 
Nel 1890 fu nominato senatore e fu per molti anni vicepresidente del Senato del Regno.
Nel 1892 passò all'Università di Roma come docente di Chimica analitica, e dal 1910, sulla cattedra di Chimica generale. 
Nel 1923 divenne professore emerito dell'Università di Roma.
Come chimico, si interessò di fotochimica, dell'azione della luce sulle molecole organiche. Scoprì nel 1909 la reazione Paternò-Büchi con George Büchi, consistente nella formazione per via fotochimica di ossidi trimetilenici da miscele di olefine trisostituite o tetrasostituite con aldeidi o chetoni. Presidente dal 1902 della Commissione consultiva sugli esplosivi, negli anni successivi spinse per l'istituzione di un Laboratorio chimico che affiancasse i lavori della commissione. Il laboratorio fu effettivamente istituito nel 1907 (legge 491 del 11 luglio). Paternò ne assunse la direzione fino al termine dei lavori di costruzione, per poi nominare come suo successore ad interim l'ingegner Dino Chiaraviglio
A lui fu dedicato nel 1920 da F. Millosevich il minerale Paternoite, un borato, successivamente identificato con il nome di Kaliborite.
Fu per molti anni direttore del laboratorio di chimica del Consiglio superiore di sanità e, dal 1931 primo direttore del Laboratorio di Chimica di Sanità Pubblica. Fin dal 1911 ebbe come assistente, prima all'Università di Roma, poi al "Laboratorio di chimica di Sanità Pubblica", il giovane Domenico Marotta, futuro direttore dell'Istituto Superiore di Sanità.
Nel 1945 fu istituita con decreto luogotenenziale la Fondazione «Emanuele Paternò», con sede a Roma,  presso  l'Istituto superiore di sanità .